# Hippeastrum aulicum
Hippeastrum aulicum é uma espécie de planta bulbosa pertencente à família das amarilidáceas. Distribui-se desde o Brasil ao Paraguai .

## Descrição
É uma planta bulbosa epífita que cresce sobre as rochas e árvores de grande tamanho em seu ambiente nativo. É uma espécie muito gratificante para cultivar pela suas flores.

## Taxonomia
Hippeastrum aulicum foi descrita por (Ker Gawl.) Herb. e publicado em The Gardeners' Chronicle, new séries 2: 38, no ano 1883.
Etimologia

Hippeastrum: nome genérico que deriva do grego e significa "estrela do cabavaleiro", foi eleito pelo reverendo William Herbert em 1821 para descrever à primeira espécie do género, Hippeastrum reginae. A etimologia não parece ser neste caso de muita ajuda para descrever alguma característica particular da espécie ou do género em questão. A conexão "equina" na denominação deste género foi realizada pela primeira vez pelo botânico sueco Carlos Linneo quem denominou "Amaryllis equestris" a uma espécie que hoje chamamos Hippeastrum, já que a via sumamente parecida às espécies africanas do género Amaryllis. Que é o que pensou Linneo quando denominou "amarylis do cavalo" a esta espécie quiçá nunca saber-se-á, não obstante, uma nota na descrição da mesma numa revista de botânica de 1795 pode arrojar alguma luz sobre o tema. William Curtis nessa revista, ao descrever as duas partes da espata que cobrem os pimpolhos comentou que os mesmos "se levantam num verdadeiro período da floração da planta, como se fossem orelhas, dando a toda a flor um grande parecido com a cabeça de um cavalo". Aparentemente Linneo esteve totalmente de acordo com a observação de Curtis quando decidiu batizar à espécie.
Anos depois, o Dean William Herbert, um botânico e clérigo do século XIX que foi uma autoridade nas amarilidáceas, se deu conta de que —apesar de que são superficialmente similares— estas plantas sulamericanas não estavam estreitamente relacionadas com as açucenas de janeiro ou açucenas do Cabo (Amaryllis belladonna). Por esta razão, Herbert separou-as do género Amaryllis e alcunhou um novo nome genérico que mantinha a conexão equestre de Linneo, apesar de que de um modo um tanto complicado. Herbert escreveu em 1821: "Denominei-as Hippeastrum ou Lírio estrela do cavaleiro, continuando com a ideia que deu origem ao nome equestris". Não obstante o esforço de Herbert em distinguir ambos géneros, a maioria dos amadores das plantas ornamentais continuam denominando amarilis tanto às plantas do Velho como às do Novo Mundo.
aulicum: epíteto latim  que significa "principesco".
Sinonímia

- Amaryllis aulica Ker Gawl.
- Amaryllis aulica var. platypetala Lindl.
- Amaryllis heuseriana (H.karst.) Ravenna
- Amaryllis heuseriana f. campanulata Ravenna
- Amaryllis robusta Otto & A.dietr. [Illegitimate]
- Amaryllis rougieri Carrière
- Amaryllis tettanii auct.
- Aulica latifolia Raf.
- Aulica platypetala (Lindl.) Raf.
- Aulica striata Raf.
- Hippeastrum aulicum var. platypetalum (Lindl.) Herb.
- Hippeastrum aulicum f. robustum (A.dietr. ex Walp.) Voss
- Hippeastrum heuserianum H.karst.
- Hippeastrum robustum A.dietr. ex Walp.
- Hippeastrum tweedianum Herb.
- Omphalissa aulica (Ker Gawl.) Salisb.
- Trisacarpis rubra Raf.[7]